# Sobotsko jezero
Sobotsko jezero (njem. Stausee Soboth) umjetno je jezero u Austriji stvoreno 1990. godine za potrebe hidroelektrane Koralpe. Umjetno jezero nalazi se u planinskom području Koralpe (slovenski: Golica), u blizini sela Soboth, uz cestu koja povezuje Lavamünd i Graz, blizu Sobothovog prolaza pokraj slovensko-austrijske granice. Njena visina je oko 1080 m iznad razine mora. Jezero je dugačko oko 2 km i široko do 500 m, površine od 0,8 km² i dubine do 80 m. Njegov prirodni drenažni bazen ima površinu od 29,7 km². Ljeti je jezero popularno mjesto za kupanje zbog čiste vode, hladnije klime zbog visokog uzdizanja i prirodnog okruženja koje se sastoji od brdina prekrivenih smrekovima.

## Elektrana Koralpe
Elektrana HE Koralpe izgrađena je između 1987. i 1991. godine kao pasivna elektrana. Između 2009. i 2011. godine elektrana je proširena u elektranu s pumpiranim spremnikom. Postaja od 50 MW nalazi se na obalama rijeke Drave, blizu Lavamünda, na visini od 339 m iznad razine mora. Voda dolazi do elektrane kroz tlačni tunel dug pet kilometara te kroz tlačnu liniju od tri kilometra. Maksimalna visinska razlika cjevovoda iznosi 735,5 m.

## Vanjske poveznice
|  | Zajednički poslužitelj ima još gradiva o temi Sobotsko jezero |

- Koordinate jezera